# Drill (gen muzical)
Drillul este un stil de muzică rap care își are originea în partea de sud a orașului Chicago la începutul anului 2010. Este definit de conținutul său liric întunecat, violent, nihilist și de ritmurile influențate de trap.
Drill a progresat în mainstream-ul american la mijlocul anului 2012, după succesul rapperilor și producătorilor precum Young Chop, Chief Keef, Lil Durk, Fredo Santana, SD și Lil Reese, care aveau mulți fani locali și o prezență semnificativă pe internet. A urmat atenția presei și semnarea muzicienilor de drill la marile case de discuri. Artiștii din acest gen au fost remarcați pentru stilul lor liric și pentru asocierea cu criminalitatea din Chicago.
Un subgen regional, UK drill, a apărut la Londra, în special în districtul Brixton, începând din 2012. UK drillul a devenit important la mijlocul anilor 2010 și a influențat crearea altor scene regionale, precum drill-ul australian, francez, irlandez și drill-ul din New York.

## Caracteristici
Versurile din drill tind să fie violente și foarte sângeroase. Lucy Stehlik, de la The Guardian, a spus că „drillul nihilist reflectă viața reală în care omologii săi hip-hop curățanți au eșuat.” Versurile drill contrastează puternic cu subiectul rapperilor anteriori din Chicago și cu hip-hop-ul contemporan, care la momentul apariției drillului avea tendința să slăvească și să celebreze creșterea bogăției.
Versurile drill reflectă de obicei viața de pe stradă și tind să fie sângeroase, violente, realiste și nihiliste. Rapperii de drill folosesc o livrare sumbră, nepăsătoare, adesea filtrată prin Auto-Tune, influențată de „răsturnarea cu pietre, fără scop a lui Soulja Boy (unul dintre primii colaboratori non-locali Keef) și a lui Lil Wayne înaintea sa.” Rapperii din Atlanta, Gucci Mane și Waka Flocka Flame au fost influențe importante pe scena drillului. Deși prezintă multe asemănări cu muzica trap, viteza unui ritm al drillului este, în general, mai lentă, cu un tempo moderat, având aproximativ 60 până la 70 de ritmuri pe minut. tempo, cum ar fi 130 până la 140 de bătăi pe minut.

Artisti de drill tind să fie tineri; mulți muzicieni proeminenți din scenă au început să atragă atenția încă din adolescență. Unul dintre cei mai proeminenți muzicieni ai genului, Chief Keef, avea 16 ani când a semnat un contract de înregistrare de milioane de dolari cu Interscope și, într-un exemplu extrem, Lil Wayne co-semnat artistul de drill Lil Mouse, în vârstă de 13 ani. Criticii au remarcat lipsa de îngrijorare a rapperilor de drill cu metafora sau jocul de cuvinte. Chief Keef a spus că fluxul său simplist este o alegere stilistică conștientă: "Știu ce fac. Am stăpânit-o. Și nici măcar nu folosesc cu adevărat metafore sau punchlines. Pentru că nu trebuie. Dar aș putea ... Cred că face prea mult. Aș prefera să spun doar ce se întâmplă acum ... Nu prea îmi plac metaforele sau punchline-urile de genul acesta. "Ceea ce a scris Moser că melodiile lui Keef sunt" liric, ritmic [sic] și emoțional diminuate, motiv pentru care sună atât de aerisit și de claustrofob ... Nu este nici măcar fatalist, pentru că asta ar implica o conștiință de sine, o considerație morală, care nu există în versuri. , iar și iar. "Un profil de pe scenă din The New York Times a examinat agresiunea genului:
Cu o excepție rară, această muzică nu este mediată și crudă și fără pete luminoase, concentrată pe furie și violență. Instinctul este de a numi această muzică dură, neiertătoare și concretă, fără fericire, dar, întradevăr, este exuberantă în întunericul său. Cei mai mulți dintre practicienii săi sunt tineri și intră în propria lor creație pe fondul violenței revoltătoare din Chicago, în special în rândul tinerilor - zeci de adolescenți au fost uciși în Chicago anul acesta - și adesea înrudite cu bandele. (Există o lungă istorie de suprapunere între bandele din Chicago și rap-ul din Chicago.) Faptul că muzica lor este o simfonie a amenințărilor răutăcioase nu trebuie să fie o surpriză.
Artistele de sex feminin au fost reprezentate în scenă încă de la originile sale. Miles Raymer, de la Pitchfork, a spus că „în loc să cante rap despre a fi o„ hitta ”- termenul local pentru un shooter - au rapit despre faptul că sunt îndrăgostiți de hittas. În caz contrar, au călărit în același fel de ritmuri sociopatice înghețate de la aceiași producători ca oricare alt rapper de drill și au ajuns la fel de dure. "Artistele de drill de sex feminin amestecă teme de violență și dragoste în cântecele lor, iar Katie Got Bandz a spus:" Este diferit, deoarece bărbații nu ar aștepta o femeie să cante rap despre drill. Sunt obișnuiți ca femeile să se vândă singure. "
Stehlik a numit stilul de producție a drillului „verișoara sonoră a jocului de picioare, hip-hop-ul prăjit în sud și degetul de tragere 808 al trapului.” Young Chop este deseori identificat de critici ca fiind cel mai caracteristic producător al genului. Sunetul producătorului de trap Lex Luger muzica este o influență majoră asupra drillului, iar Young Chop i-a identificat pe Shawty Redd, Drumma Boy și Zaytoven ca fiind precursori importanți ai drillului.

## Istorie
David Drake de la Complex a spus că drillul nu este definit de un anumit stil de producție, ci „este despre întreaga cultură: lingo-ul, dansurile, mentalitatea și muzica, dintre care multe provin din„ Dro City ”, o bandă -teritoriul definit al blocurilor de oraș din cartierul Woodlawn. "
În argoul de stradă, „drill” înseamnă a lupta sau a riposta și „poate fi folosit pentru orice, de la femele care se îmbracă până la războiul de pe stradă.” Rapperul Dro City Pacman, considerat inițiatorul stilistic al genului, este creditat ca primul care a aplicat termenul muzicii locale de hip hop.
Drake a descris scena drillului ca fiind un vehicul major al creșterii hip hop-ului de la începutul anilor 2010 și a descris scena ca „o mișcare de bază care se incubase într-un sistem închis, interconectat: pe străzi și prin intermediul rețelelor sociale, într-o rețea de cluburi și petreceri și printre licee. "Drillul s-a dezvoltat în partea de sud a orașului Chicago, în mijlocul escaladării violenței și a unei crize de omucidere. Mark Guarino a scris pentru Salon că muzica a crescut în timpul „unei treceri de la disputele istorice între organizațiile de crimă monolitice care controlează mii de membri fiecare la conflicte intrapersonale și conflicte de represalii între grupuri hibride mai mici al căror control se extinde doar la câteva blocuri ... Realitatea înăsprită a vieții în aceste cartiere este ceea ce a modelat muzica drill ".În scena drillului, conflictul rap și conflictul bandelor se suprapun, iar mulți dintre tinerii rapperi provin din medii cu experiență de violență. Sam Gould al Independent a scris că Chief Keef" reprezintă atât o tulpină înfricoșătoare a culturii actuale de hip hop și un grup serios înstrăinat în cadrul societății americane. "
Până la sfârșitul anului 2012, rapperii din alte scene și vedete de hip hop, precum Kanye West, Drake și Rick Ross, au colaborat cu muzicieni de drill. Kanye West a remixat „I Don't Like” pentru compilația GOOD Music din 2012 Cruel Summer ca „I Don't Like”, cu colaborari de la West, Chief Keef, Pusha T, Big Sean și Jadakiss.West a citat drillul ca o influență pe albumul său Yeezus din 2013, iar Chief Keef și King Louie au avut vocea prezentată pe album.
Subiectul drillului contrastează puternic cu cel al rapperilor anteriori din Chicago, precum Kid Sister, Lupe Fiasco, Psalm One, Rhymefest și The Cool Kids.
Rapperii mai în vârstă din Chicago au fost amestecați în reacția lor față de popularitatea și violența drillului. Într-un interviu la radio, rapperul hip hop conștient social, Lupe Fiasco, a spus: „Chief Keef mă sperie. Nu el în mod specific, ci doar cultura pe care o reprezintă ... Rata criminalității din Chicago crește și vedeți cine o face și o comite - toate seamănă cu Chief Keef. "După ce Chief Keef l-a amenințat pe Fiasco pe Twitter, Fiasco a spus că se gândește să renunțe la scena muzicală. Rhymefest a scris pe Twitter că drillului este" tema muzicii pentru crimă ".
În timp ce muzica de drill din Chicago a ieșit din popularitatea mainstream, o nouă scenă a apărut în Marea Britanie și, până la sfârșitul anilor 2010, a câștigat popularitate generală, răspândindu-se în toată Europa, influențând crearea de scene de drill pe continent. Muzica de drill din Marea Britanie(UK drill) și-a dezvoltat propriul stil distinct de producție în comparație cu drill-ul de la Chicago.La mijlocul anilor 2010 a apărut drillul din Brooklyn, care a fost aproape complet influențat de cel din Chicago cu colaborari precum Bobby Shmurda și Rowdy Rebel, în timp ce la sfârșitul anilor 2010 au apărut unii artiști de drill proeminenți din Brooklyn, New York, precum Pop Smoke, 22Gz, Sheff G, Fivio Foreign, Sleepy Hallow, Curly Savv, Fetty Luciano, Blizz Vito și Blixky Boyz. Mai târziu, producția de drill din Brooklyn este puternic influențată de drillul din Marea Britanie, cu artiști precum Fivio Foreign, Sheff G, Smoove'L, Blizz Vito , 22Gz și Pop Smoke colaborează cu producători britanici de drill precum 808Melo, Ghosty, Yoz Beats și AXL Beats.Piesa „Welcome to the Party” a lui Pop Smoke, produsă de 808Melo, a fost o lansare proeminentă în 2019 și a văzut remixuri de la Nicki Minaj, Meek Mill și britanicul MC Skepta.Sheff G "No Suburban" (lansat în 2017) și 22Gz "Suburban" (lansat în 2016) au fost creditați pentru că au atras atenția asupra drillului din Brooklyn ulterior.

## Muzica de drill din Marea Britanie(UK drill)
UK drill este un subgen de muzică de drill și rap de strada care a luat naștere în districtul Brixton din sudul Londrei începând cu 2012.
Influențați de stilul muzicii de drill din Chicago, artiștii britanici de drill canta rap adesea despre stiluri de viață criminale violente și hedoniste. Muzica de drill din Marea Britanie este puternic legată de rapul de strada, un stil britanic de gangsta rap care a devenit popular în anii anteriori existenței drill-ului. Din punct de vedere muzical, drillul din Marea Britanie prezintă adesea un limbaj violent, o varietate de versuri lirice și rivalitățile acerbe care au venit cu el.
Pionierii notabili includ echipajele de cod poștal 150, 67 (ambele cu sediul în sau în jurul orașului Brixton) și 86. Din 2016 au apărut grupuri mai moderne, cum ar fi 814, Silwood Nation, Block 6, Y.ACG, Zone 2, BSide, Moscow17 , CGM (Fost 1011), 12World, SMG, OFB, NPK și Harlem Spartans. Grupurile de drill din Marea Britanie s-au bazat pe platforme de internet pentru a-și distribui muzica, în special pe YouTube, unde platforme precum Link-Up TV, GRM Daily, SB.TV, Mixtape Madness, PacMan TV și PressPlay Media au ajutat diferite grupuri să adune mii, uneori milioane, de vizionari.
Drillul din Marea Britanie a dezvoltat un stil de producție diferit de cel din Chicago, preluând influența din genurile britanice anterioare, cum ar fi grime și garajul din Marea Britanie, atât de mult încât a fost numit „The New Grime”, iar producătorul de drill Carns Hill a comentat că are nevoie de un nou nume. Cu toate acestea, Mazza, un producător britanic de drill, nu a fost de acord cu eticheta „The New Grime”, susținând că, deși drillul și grimeul au aceeași energie, cruditate și provin într-un mod similar, cele două genuri sunt distincte în propriile lor moduri.Burghiul britanic este, în general, mai rapid comparativ cu omologul său din Chicago. Instrumentalele au adesea un bas glisant, lovituri puternice și melodii întunecate. AXL Beats a explicat că  808-le și trapul cu ritm rapid sunt derivate din muzica grime. Ambele genuri utilizează de obicei un tempo de aproximativ 140 bpm.
Grupurile de drill din Marea Britanie se angajează adesea în dispute între ele, uneori violente, eliberând adesea mai multe piste de diss(disstrack-uri). Disputele notabile includ Zona 2 față de Moscova 17, 150 față de 67 OFB / NPK față de WG / N9 și SMG față de 814 (un membru al 814, Showkey, a fost înjunghiat mortal în 2016 într-un incident fără legătură).
Drillul din Marea Britanie a primit atenție la nivel mondial în 2017, când comediantul Michael Dapaah a lansat piesa inedită „Man's Not Hot”. Piesa prezintă un ritm realizat de producătorii britanici de drill GottiOnEm și Mazza; a fost folosit pentru prima dată de grupul de drill 86 în piesa sa "Lurk" și mai târziu 67 cu "Let's Lurk" cu Giggs.

### Actiuni legale
Unii oficiali publici londonezi au criticat drillul britanic și cultura care îl înconjoară, susținând că acesta a încurajat crimele violente. Superintendentul detectiv Mike West a declarat că „există gesturi de violență [în videoclipurile muzicale britanice de drill], cu semnale manuale care sugerează că trag arme și descrieri grafice ale a ceea ce s-ar face unul cu celălalt. "În 2017, apoi rapperul în vârstă de 17 ani Junior Simpson (cunoscut sub numele de M-Trap), care scrisese versuri despre atacurile cu cuțitul, făcea parte dintr-un grup de oameni care au înjunghiat un băiat de 15 ani până la moarte, pentru care a primit o condamnare pe viață. Judecătorul Anthony Leonard, QC, i-a spus lui Simpson: „Ați sugerat [versurile] să fie doar pentru spectacol, dar nu cred asta și bănuiesc că așteptați ocazia potrivită pentru un atac ". În 2018, comisarul de poliție metropolitană Cressida Dick a numit drillul din Marea Britanie drept unul dintre motivele creșterii ratei atacurilor cu cuțitele din Londra și a îndemnat companiile mari de internet să elimine conținutul care „încântă violența”. În luna mai a acelui an, YouTube a raportat că eliminase mai mult de jumătate din videoclipurile muzicale pe care ea îi ceruse platformei să le șteargă; ea le-a identificat ca fiind cauze ale crimelor violente la Londra. Peste 30 de videoclipuri au fost eliminate în total. Mai târziu, în același an, drill MC-ul născut în Londra și aspirantul primar al Londrei Drillminister au lansat o piesă numită „Political Drillin” care a fost difuzată pe Channel 4 News și ulterior a devenit virală, folosind parlamentarul britanic comentarii într-o încercare de a scoate în evidență ipocrizia propriului limbaj violent. În iulie 2019, YouTube a decis că nu va mai scoate în evidență videoclipuri britanice pe YouTube.
În iunie 2018, în ceea ce a fost descris ca o mișcare fără precedent din punct de vedere juridic, membrilor grupului de drill din Marea Britanie 1011 li s-a interzis prin ordin judecătoresc să menționeze vătămarea sau moartea în muzica lor și să menționeze anumite coduri poștale într-un „context de bandă”. Ordinul le obligă, de asemenea, să notifice poliția în termen de 24 de ore de la lansarea unui nou videoclip, să furnizeze o notificare cu 48 de ore cu privire la data și locația oricărei spectacole sau înregistrări și să permită polițiștilor să participe la ele. inclusiv de Jodie Ginsberg, șef executiv al grupului de campanii Index on Censorship, care a spus că „Interzicerea unui fel de muzică nu este modalitatea de a gestiona idei sau opinii care sunt dezgustătoare sau deranjante” și „Aceasta nu va aborda problemele care conduc la crearea acestui gen de muzică. "
În iunie 2018, Victor Maibvisira a fost unul dintre cei cinci membri ai unei bande care au fost condamnați pentru crimă și condamnați la închisoare pe viață, după ce l-a înjunghiat pe Kyle Yule la moarte în Gillingham, Kent, în octombrie 2017. În timp ce era arestat preventiv, un videoclip cu drill a rapit despre crimele cuțitelor și a bandelor a fost pus online.

### Raspandirea internationala
Stilul de producție al drillului britanic s-a răspândit în afara Regatului Unit, artiști și grupuri din alte țări cântând în stiluri și folosind producția puternic influențată de muzica britanică de drill, precum și cooptând argoul britanic obișnuit în muzica britanică de drill. Producătorii britanici au reușit să exporte sunetul producând pentru artiști din alte națiuni. Irlanda, Olanda și Australia, în special, au dezvoltat scene de drill care sunt puternic îndatorate de muzica britanică de drill, cu artiști precum OneFour în Australia, Chuks & J.B2 din Dublin, Irlanda și 73 De Pijp din Olanda. Stilul s-a răspândit și în New York, unde artiști precum Sheff G, 22Gz și Pop Smoke au colaborat cu producătorii britanici de drill. Artiștii din Spania care fac muzică drill au influențat și omologul său britanic, cu referințe variate și producție similară la drillul britanic.
Muzicianul canadian Drake a făcut un stil liber „Behind Barz” pentru Link Up TV în 2018, unde a cantat rap peste un ritm britanic. Drake l-a acreditat și pe artistul britanic de drill Loski ca influență pentru albumul său din 2018, Scorpion. În 2019, Drake a lansat „War”. Piesa a folosit stilul de producție britanic și a fost produsă de producătorul britanic AXL Beat. Fluxul lui Drake în ambele cazuri amintea de artiștii britanici de burghiu, iar stilul de producție devine rapid popular printre alți artiști din zona Toronto, determinând speculații că un nou subgen hibrid de muzică de drill care combină elemente americane și britanice poate apărea din Canada.

## Influenta
Versurile drill transmit adesea teme agresive, evidente în unele dintre videoclipurile muzicale ale genului, care pot face ca stilul să fie privit ca o influență negativă. Unele personalități publice cheie au încercat să lege muzica de drill cu comportamentul violent în rândul tinerilor londonezi. Comisarul de poliție metropolitană Cressida Dick a solicitat cu succes YouTube să elimine 30 de videoclipuri de drill în 2018. La 25 iulie 2015, poliția a închis un concert cu Chief Keef, un rapper care a ajutat la popularizarea muzicii drill în SUA. Deși concertul a fost un beneficiu pentru familiile lui Dillan Harris și Marvin Carr, un copil mic și un tânăr de 22 de ani care au fost uciși pe 11 iulie, a fost considerat o amenințare la adresa siguranței publice.
Presupusă legătură între muzica de drill și creșterea ratei criminalității este controversată. Rapperul britanic Drillminister a contestat pretenția unei victime cu atac de cuțit care a acuzat genul de incitare la comportament violent. Drillminister a explicat că mulți sunt repezi să arate cu degetul spre muzica de drill, fără a înțelege circumstanțele. Mulți rapperi de drill își folosesc circumstanțele de viață ca subiect pentru versurile lor. Daniel Levitin, profesor de psihologie la Universitatea McGill din Canada, a declarat că alți factori, precum personalitățile oamenilor, îi determină să se dedice violenței mai degrabă decât să fie influențați de exerciții. muzică și că muzica drill poate fi savurată de ascultătorii non-violenți.